# بوتووس
بوتووس (به چکی: Butoves) یک منطقهٔ مسکونی در جمهوری چک است که در شهرستان ییچین واقع شده‌است. بوتووس ۱۷۴ نفر جمعیت دارد.